# دهانه اش پشته
دهانه اش پشته (به لاتین: Dahan-e Eshposhteh) یک منطقهٔ مسکونی در افغانستان است که در ولایت بغلان واقع شده‌است.